# Uswjaty
Uswjaty (russisch Усвя́ты) ist eine Siedlung städtischen Typs in der Oblast Pskow in Russland mit 2961 Einwohnern (Stand 14. Oktober 2010).

## Geographie
Der Ort liegt etwa 275 km Luftlinie südöstlich des Oblastverwaltungszentrums Pskow etwa 7 km von der Staatsgrenze zu Belarus entfernt. Er befindet sich an den entsprechend nordwestlich und südöstlich gelegenen Seen Usmenskoje und Uswjatskoje. Letzterer wird vom rechten Düna-Nebenfluss Uswjatscha durchflossen.
Uswjaty ist Verwaltungszentrum des Rajons Uswjatski sowie Sitz und einzige Ortschaft der Stadtgemeinde (gorodskoje posselenije) Uswjaty.

## Geschichte
Der Ort wurde erstmals 1021 urkundlich erwähnt, als er unter dem Namen Wswjatsch (Въсвячь) zusammen mit der Stadt Witebsk von Jaroslaw dem Weisen dem Polozker Fürsten Brjatschislaw Isjaslawitsch übereignet wurde. In den folgenden Jahrhunderten wechselte die staatliche Zugehörigkeit von Uswjaty mehrmals, insbesondere in der Zeit der russisch-polnischen Kriege: Ab 1320 gehörte Uswjaty zum Großfürstentum Litauen, ab Anfang des 16. Jahrhunderts zum Großfürstentum Moskau, ab 1548 wieder zu Litauen, ab 1562 zum Zarentum Russland, ab 1580 zu Polen-Litauen, ab 1654 zu Russland und ab 1667 infolge des Vertrages von Andrussowo wiederum zu Polen-Litauen, bis es 1772 durch die Teilung Polens endgültig zum Russischen Kaiserreich kam.
Der Ort gehörte dann zum Ujesd Welisch, der nach verschiedenen administrativen Umgestaltungen ab 1802 Teil des Gouvernements Witebsk war. 1927 wurde Uswjaty Verwaltungssitz eines neu geschaffenen, nach ihm benannten Rajons.
Im Zweiten Weltkrieg wurde die Siedlung von 13. Juli 1941 von der deutschen Wehrmacht besetzt. Kurz nach der Okkupation wurde in Usjaty ein Ghetto für über 500 jüdische Einwohner des Ortes und seiner Umgebung eingerichtet, die größtenteils in den folgenden Monaten getötet wurden. Während ihrer Winteroffensive konnte die Rote Armee den Ort bereits am 29. Januar 1942 zurückerobern: Dies war einer der wenigen Fälle auf dem Territorium der Sowjetunion, dass ein Ghetto mit überlebenden jüdischen Bewohnern – hier etwa 100 – befreit werden konnte. Die Front verlief danach noch für etwa ein Jahr wenig westlich der Siedlung.
Seit 15. Oktober 1985 besitzt der Ort den Status einer Siedlung städtischen Typs.

### Bevölkerungsentwicklung
| Jahr | Einwohner |
| ---- | --------- |
| 1897 | 2679      |
| 1939 | 2493      |
| 1970 | 2310      |
| 1979 | 2745      |
| 1989 | 3638      |
| 2002 | 3148      |
| 2010 | 2961      |

Anmerkung: Volkszählungsdaten

## Verkehr
Durch die Siedlung führt die Regionalstraße 58K-202, die von Newel an der föderalen Fernstraße R21 der belarussischen Grenze bis zur 15 km südöstlich von Uswjaty verlaufenden Grenze zur Oblast Smolensk folgt, dort weiter als 66K-11 in Richtung Welisch – Demidow – Smolensk.
Die nächstgelegenen Bahnstationen befindet sich 60 km nordwestlich in Newel, wo sich die nach Belarus führenden Bahnstrecken Sankt Petersburg – Wizebsk und Bologoje – Welikije Luki – Polazk kreuzen.